# Bernard Pardo
Bernard Pardo (ur. 19 grudnia 1960 w Gardanne) – francuski piłkarz, występujący na pozycji pomocnika.
Z zespołem Olympique Marsylia w 1991 zdobył mistrzostwo Francji i awansował do finału Pucharu Europy Mistrzów Krajowych. W latach 1988–1991 rozegrał 13 meczów w reprezentacji Francji.